# Білі Тигржи
«Білі Тигржи» (чеськ. HC Bílí Tygři) — хокейний клуб з міста Ліберець, Чехія. Заснований у 1956 році.

## Історичні назви

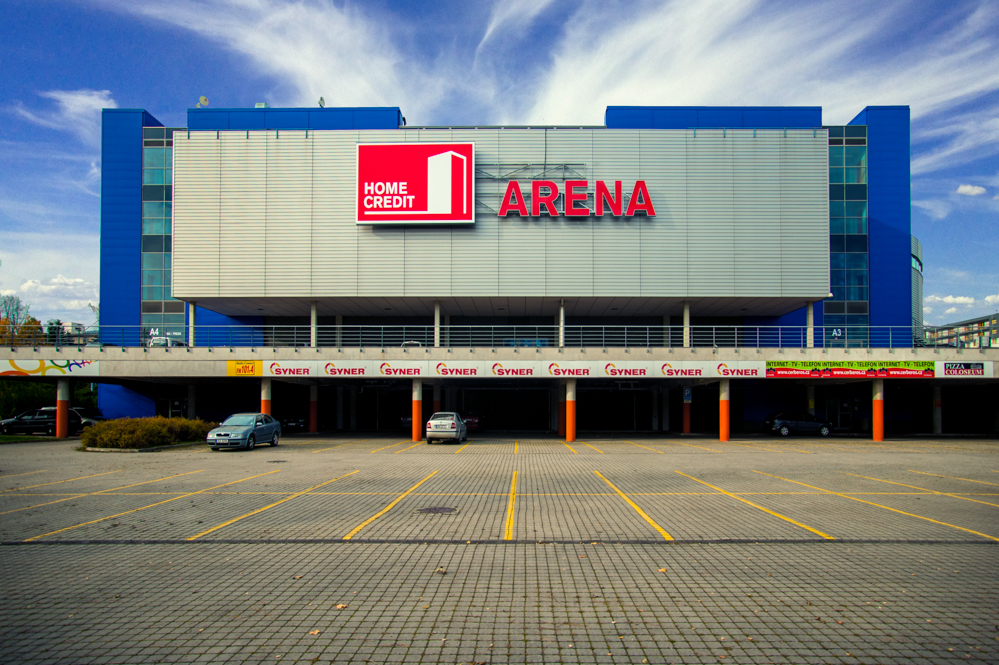
Домашня арена клубу.

- 1956 – Локомотива Ліберець
- 1961 – Стадіон Ліберець
- 1970 – ПР Стадіон Ліберець
- 1990 – ХК Стадіон Ліберець
- 1994 – ХК Ліберець
- 2000 – Білі Тигржи

## Історія
Перший хокейний клуб у Лібереці заснований у 1934 році під назвою СК Рапід. Після Другої світової війни існували дві команди: Іскра Колора та Татран. У 1956 році в місті побудували нову ковзанку, і клуби домовились про об'єднання під назвою Локомотива Ліберець. У 1961 році клуб отримав нову назву Стадіон Ліберець.
З 1985 рівень команди падав і вона виступала в третьому дивізіоні. Сучасну назву клуб отримав у 2000 році, а у 2002 повернулась до Чеської екстраліги.
5 жовтня 2010 команда вперше зіграла з клубом НХЛ «Бостон Брюїнс».
У сезоні 2015–16 «Білі Тигржи» вперше стали чемпіонами Чехії.

## Досягнення
Чеська екстраліга
- (1): 2015–16
- (3): 2016–17, 2018–19, 2020–21
- (2): 2004–05, 2006–07